# Mas de la Roja
El Mas de la Roja és una masia de Tortosa (Baix Ebre) inclosa a l'Inventari del Patrimoni Arquitectònic de Catalunya.

## Descripció
L'edifici és situat sobre un petit turó vora la carretera de Tortosa a Santa Bàrbara, al barri de Vinallop, a uns 4 km de la ciutat. S'hi accedeix per un camí a la dreta de la carretera, que hi porta directament.
Consta d'un conjunt de cossos adossats que conformen una planta irregular allargada. El cos principal, rectangular, actualment s'utilitza com a magatzem. Presenta dues plantes, la superior de golfes Adossat a la seva dreta hi ha el cos que actualment s'utilitza com a habitatge, amb dues plantes. La coberta és de teulada a doble vessant, i queda amagada en el lateral que mira a la carretera per un plafó en forma de frontó semicircular. La construcció està feta de maçoneria i maons arrebossats i emblanquinats. Els emmarcaments de les portes i finestres són pintats de color grana.
Adossats a un lateral hi ha un galliner, un pati i magatzems. A l'altre lateral, un cos d'una sola planta adossat conforma una terrassa. Hi ha adossat un pati cercat. A un nivell inferior a la casa es conserva un porxo de fusta per guardar els carros i una bassa.

## Història
Als anys 1980 era propietat de Francisco Arasa i bonfill. Conegut com a "Mas de la Roja" o "Can Barjau" perquè antigament pertanyia a la família tortosina Baulenes-Barjau.
Construït segons sembla ja l'any 1907, ja que una manisa vidrada indica el lloc fins on va arribar l'aigua en la riuada de l'Ebre de 1907.